# 대한민국-몰디브 관계
대한민국-몰디브 관계(Maldives–South Korea relations)는 몰디브 공화국과 대한민국 간의 양자관계이다.

## 역사
대한민국과 몰디브의 관계는 1966년과 1967년 11월 30일에 수립되었다. 양국 간 첫 고위급 방문은 1984년 10월 마우문 압둘 가윰 몰디브 대통령이 대한민국을 방문했을 때 이뤄졌다. 이를 기념해 대한민국 체신부에서 기념우표를 발행했다. 대한민국은 2004년 인도양 지진 이후 2005년부터 2007년까지 미국 달러 300만 달러를 지원하여 몰디브에 인도주의적 지원을 제공한 많은 국가 중 하나였다. 2022년 11월, 양국 수교 55주년을 기념하기 위해 훌루말레에서 양국 관계자들이 참석한 가운데 한-몰디브 페스티벌이 개최되었다. 2023년 3월 양국은 관광 분야 양해각서(MOU)를 체결하고 관광 기획 및 연구 우수사례를 교환했다.

## 대사

### 몰디브
하산 소비르(Hassan Sobir) 주한 몰디브공화국 대사는 2023년 7월 20일 대한민국의 대통령 윤석열에게 신임장을 전달했다.

### 대한민국
이미연 주몰디브 대한민국 대사는 몰디브의 대통령 모하메드 무이주에게 신임장을 전달했다.